# جايمي ميلو
جايمي ميلو (بالبرتغالية: Jaime Melo‏) هو سائق سيارة سباق ومهندس برازيلي، ولد في 24 أبريل 1980 في كاسكافل في البرازيل.

## وصلات خارجية
- الموقع الرسمي
- جايمي ميلو على موقع DriverDB.com (الإنجليزية)